# Hiéroglyphe égyptien L1
Pour les articles homonymes, voir Scarabée (homonymie).

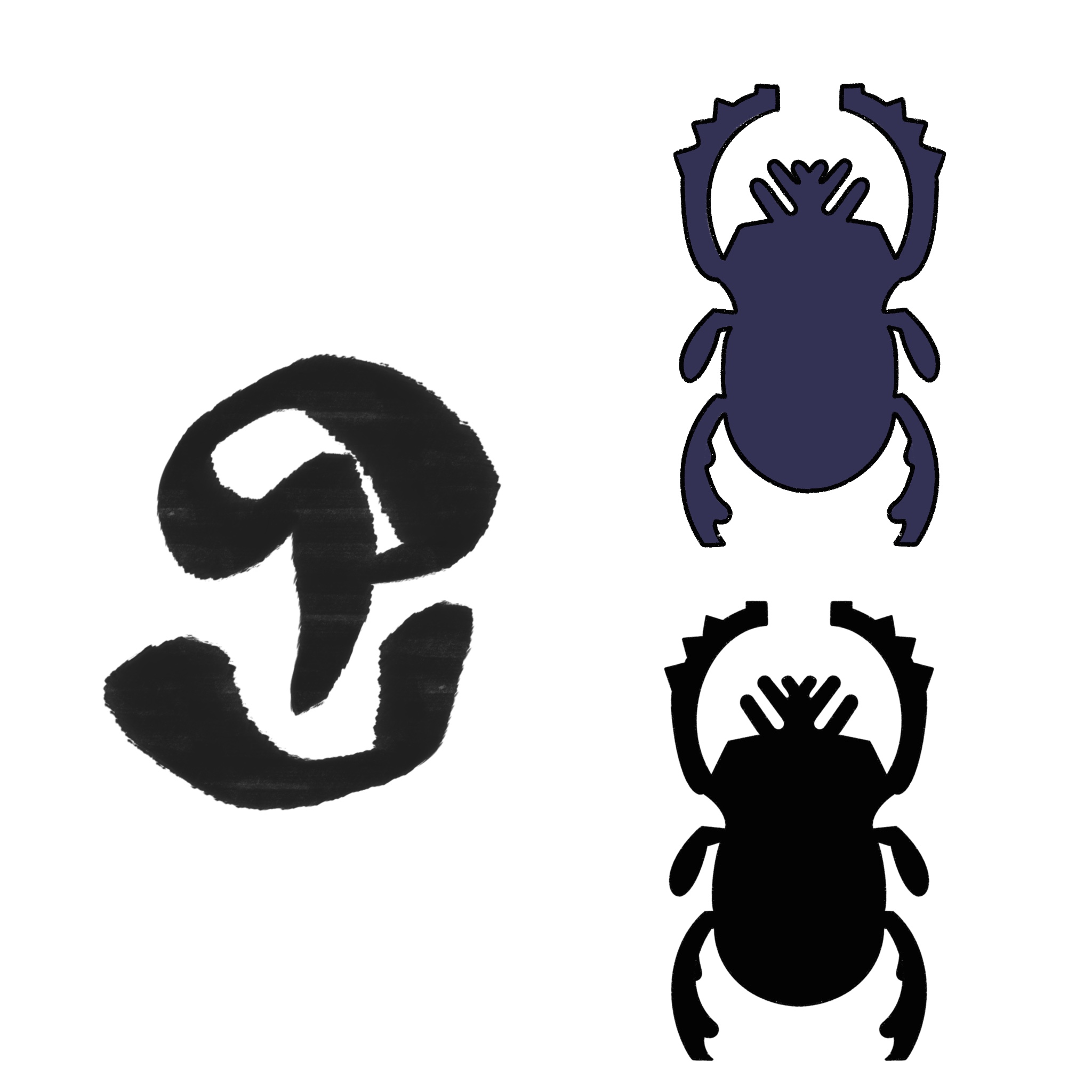
Version hiératique et hiéroglyphique
Il est noir ou bleu et est parfois serti de jaune.

Le hiéroglyphe égyptien L1 (scarabée) est classifié dans la section L «  Invertébrés et petits animaux » de la liste de Gardiner ; il y est noté L1.

## Représentation
Il représente un bousier sacré (Scarabaeus sacer). Il est translittéré ḫprr, ḫpr ou tȝ.

## Utilisation
| x · p | r&r | L1 |

| x · p | r&r | L1 |

d'où découle son utilisation en tant que phonogramme trilitère de valeur ḫpr. 
| a · p | M8 | A | i | i | L1 |

| a · p | M8 | A | i | i | L1 |

Il peut parfois prendre la valeur tȝ par rébus. 
Il renvoie au dieu du soleil levant Khépri.
Les amulettes de cet hiéroglyphe étaient très répandues.

## Exemples de mots
| L1 · r |

| L1 · r |

| L1 | r · S | S7 |

| L1 | r · S | S7 |

| L1 · r | I10 · s | f |

| L1 · r | I10 · s | f |